# Ligne Jireček

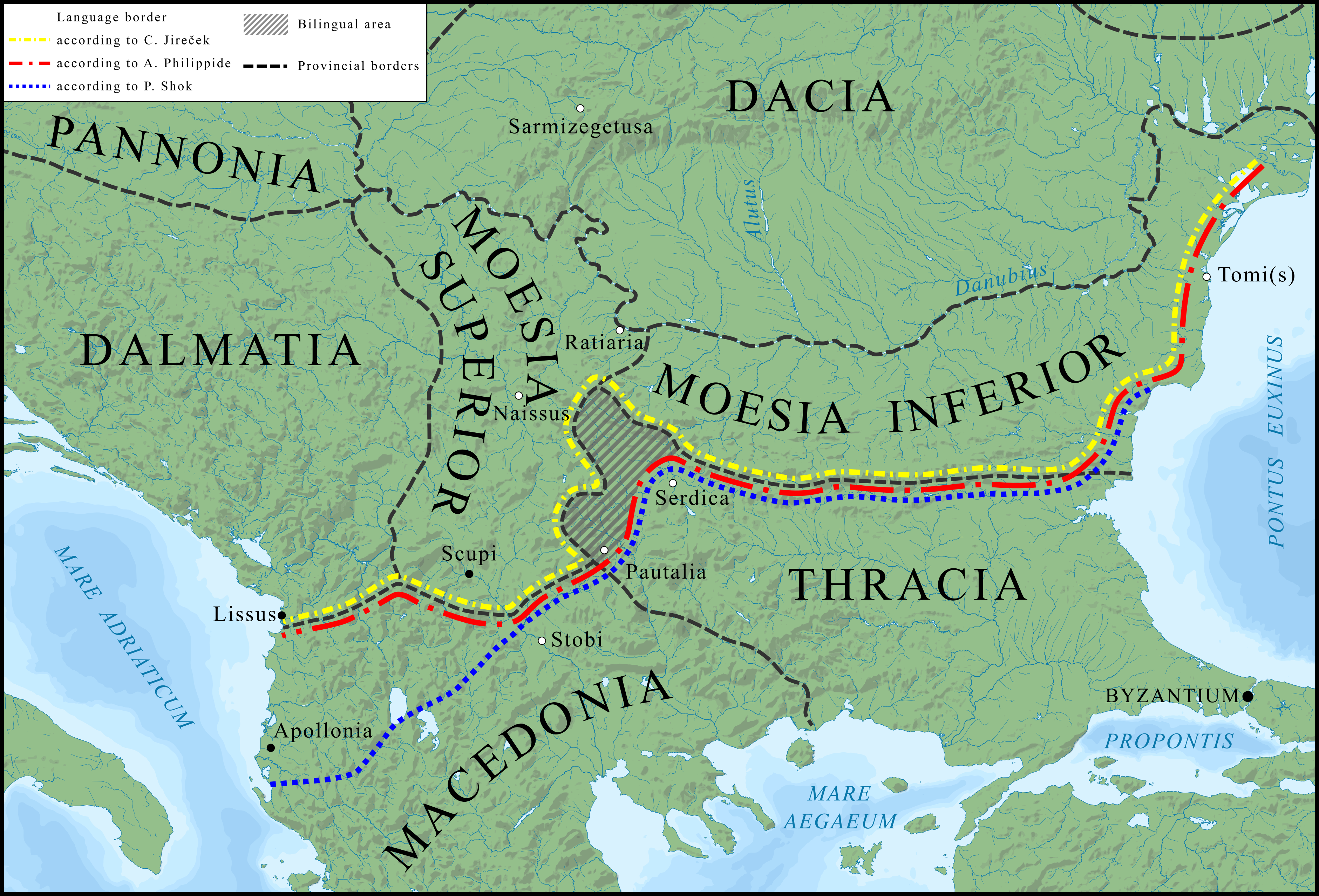
La « ligne Jireček ».

La ligne Jireček est une ligne passant à travers les Balkans antiques, définie par l'historien tchèque Konstantin Jiřeček en 1911 dans son Histoire des Serbes, pour délimiter les influences du latin (au nord) et du grec (au sud) jusqu'au IVe siècle.

## Description
La ligne Jiřeček, fondée sur les découvertes archéologiques, suit le tracé au sud duquel les inscriptions en grec dominent, tandis qu'au nord ce sont celles en latin. Elle part de la cité de Telma (aujourd'hui Laç en Albanie), passe par Serdica (aujourd'hui Sofia, en Bulgarie) et suit les monts Hæmos, aujourd'hui Balkans jusqu'à la Scythie mineure où elle longe les rivages de la mer Noire, passant par la cité de Tomis jusqu'à celle d'Ægyssos, bilingues grec-latin (aujourd'hui Constanţa et Tulcea, en Roumanie).

## Histoire et linguistique
Cette ligne permet aux historiens étudiant l'histoire des Balkans de déterminer les influences subies par les Thraces, les anciens Macédoniens, le royaume des Odryses, les romanophones roumains ou aroumains, les Albanais et plus globalement l'origine des populations présentes dans les Balkans à l'arrivée des Slaves méridionaux. Bien que personne n'en conteste la pertinence, la ligne Jireček est souvent passée sous silence dans les historiographies balkaniques modernes, parce que les réalités archéologiques qu'elle décrit battent en brèche les théories nationalistes des histoires militantes modernes, théories contradictoires entre elles, mais voulant toutes démontrer qu'il n'y a eu que très peu de multiethnicité dans le passé de cette région, dont les États anciens sont censés avoir été « nationaux » au sens actuel du terme.